# Juan Alberto Schiaffino
Juan Alberto Schiaffino Villano (Montevideo, 28 de juliol, 1925 – 13 de novembre, 2002) fou un futbolista uruguaià, que també disputà partits internacionals amb Itàlia.

## Trajectòria

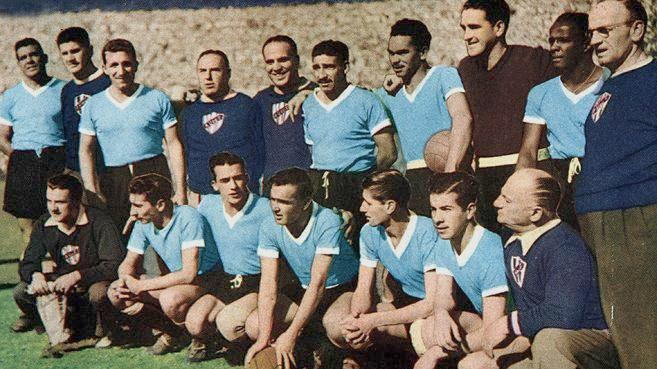
Equip de l'Uruguai del Mundial de 1050.

Schiaffino jugà amb el Peñarol de Mondevideo (des del 1943) i la selecció de l'Uruguai (dels del 1946), essent campió de la Copa del Món de Brasil 50 (l'anomenat Maracanaço) i participant també a l'edició del 1954. En total disputà 21 partits amb la selecció uruguaiana.
El 1954 es traslladà a Itàlia per jugar a la Serie A. Disputà 171 partits amb l'AC Milan. Va jugar com a titular la final de la Copa d'Europa de 1958, que el Milan va perdre per 2-3 contra el Reial Madrid a Heysel, i que suposà la tercera Copa d'Europa consecutiva per als blancs.
Posteriorment va jugar amb la Roma, arribant a disputar 4 partits internacionals amb la selecció italiana.

## Palmarès
- Copa del Món: 1950
- Copa de les Ciutats en Fires: 1961
- Campionat uruguaià de futbol: 1949, 1951, 1953, 1954
- Lliga italiana de futbol: 1955, 1957, 1959
- Copa Llatina: 1956
- Màxim golejador al campionat uruguaià el 1945.